# حادثة الإنذار الكاذب النووي السوفيتي 1983
أبلغ رادار الإنذار المبكر النووي للاتحاد السوفيتي، في 26 سبتمبر 1983، أثناء الحرب الباردة، عن إطلاق صاروخ باليستي عابر للقارات بأربعة صواريخ أخرى من قواعد في الولايات المتحدة. اشتبه ستانيسلاف بيتروف، مهندس في قوات الدفاع الجوي السوفياتي أثناء الخدمة في مركز قيادة نظام الإنذار المبكر، في أن هذه التحذيرات بشأن الهجوم الصاروخي هي إنذارات كاذبة. قرر انتظار الأدلة الداعمة — التي لم يصل أي منها — بدلاً من نقل التحذير على الفور إلى سلسلة القيادة. يُنظر إلى هذا القرار على أنه منع هجوم نووي انتقامي ضد الولايات المتحدة وحلفائها في الناتو، والذي كان من المحتمل أن يؤدي إلى تصعيد إلى حرب نووية شاملة. توصل التحقيق في نظام الإنذار عبر الأقمار الصناعية في وقت لاحق إلى أن النظام معطل بالفعل.